# Epyaxa sodaliata
Epyaxa sodaliata là một loài bướm đêm thuộc họ Geometridae. Nó là loài bản địa của Úc.
Sải cánh dài khoảng 30 mm.
Ấu trùng ăn Anagallis arvensis.

## Hình ảnh

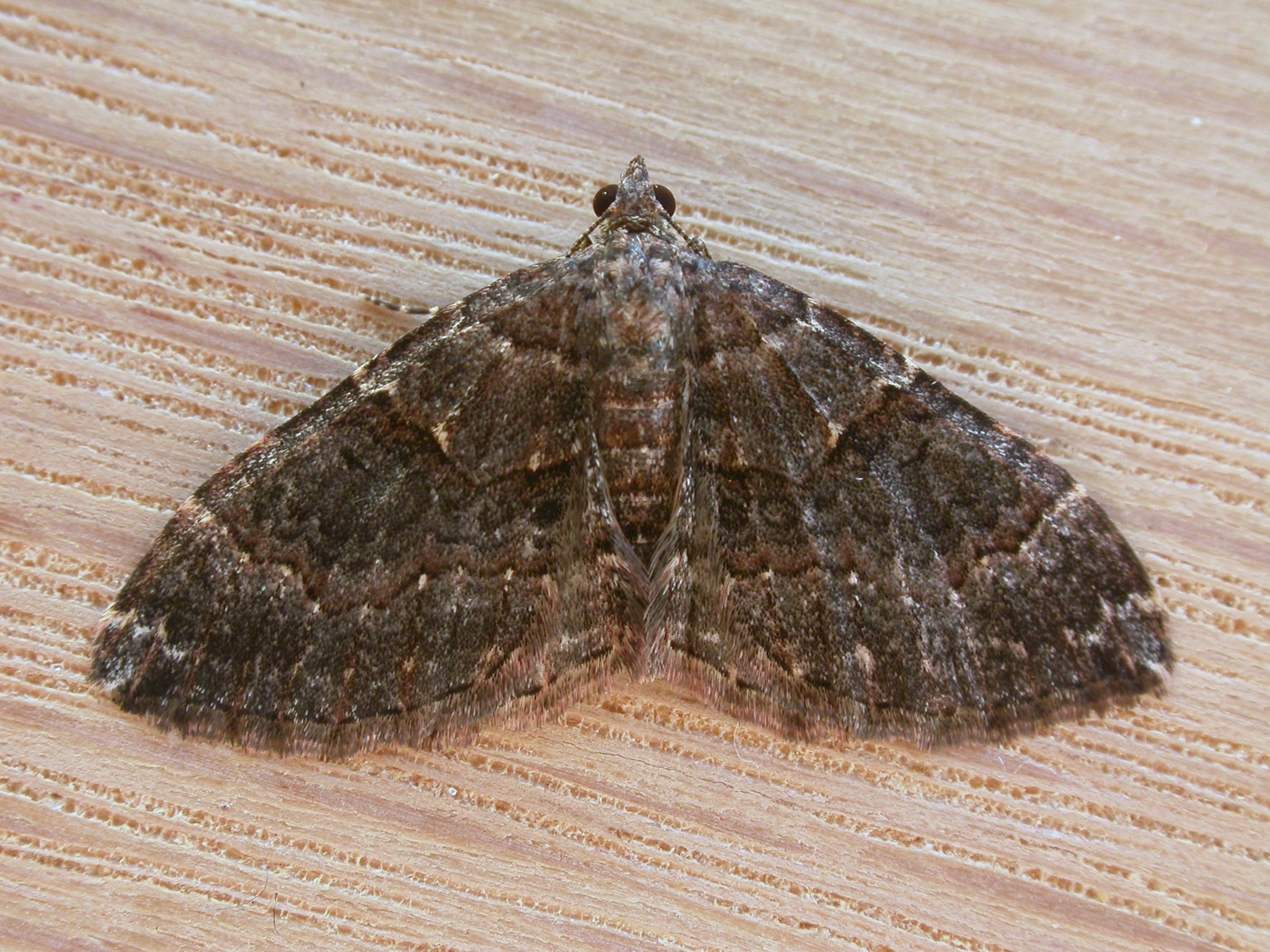
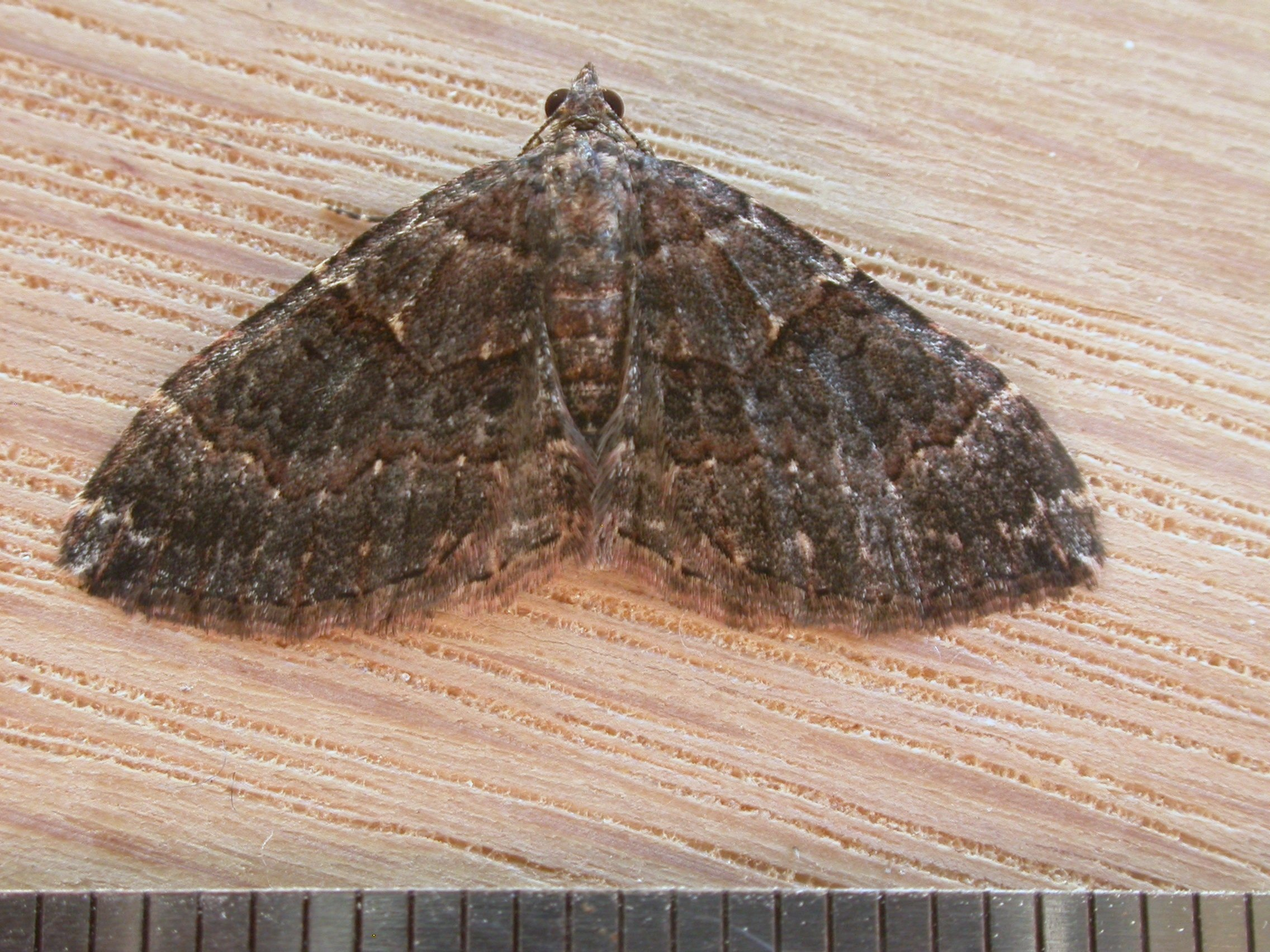
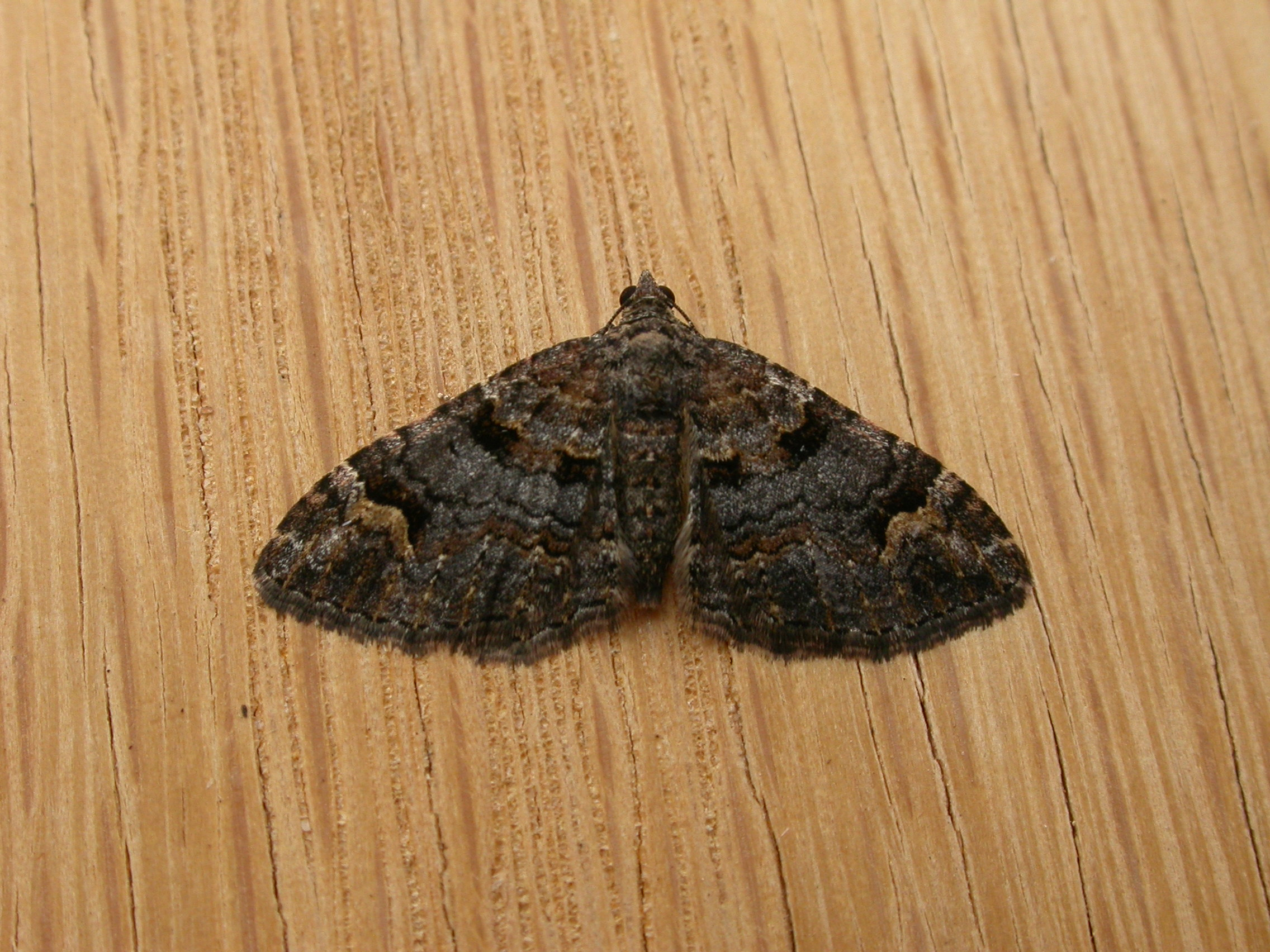
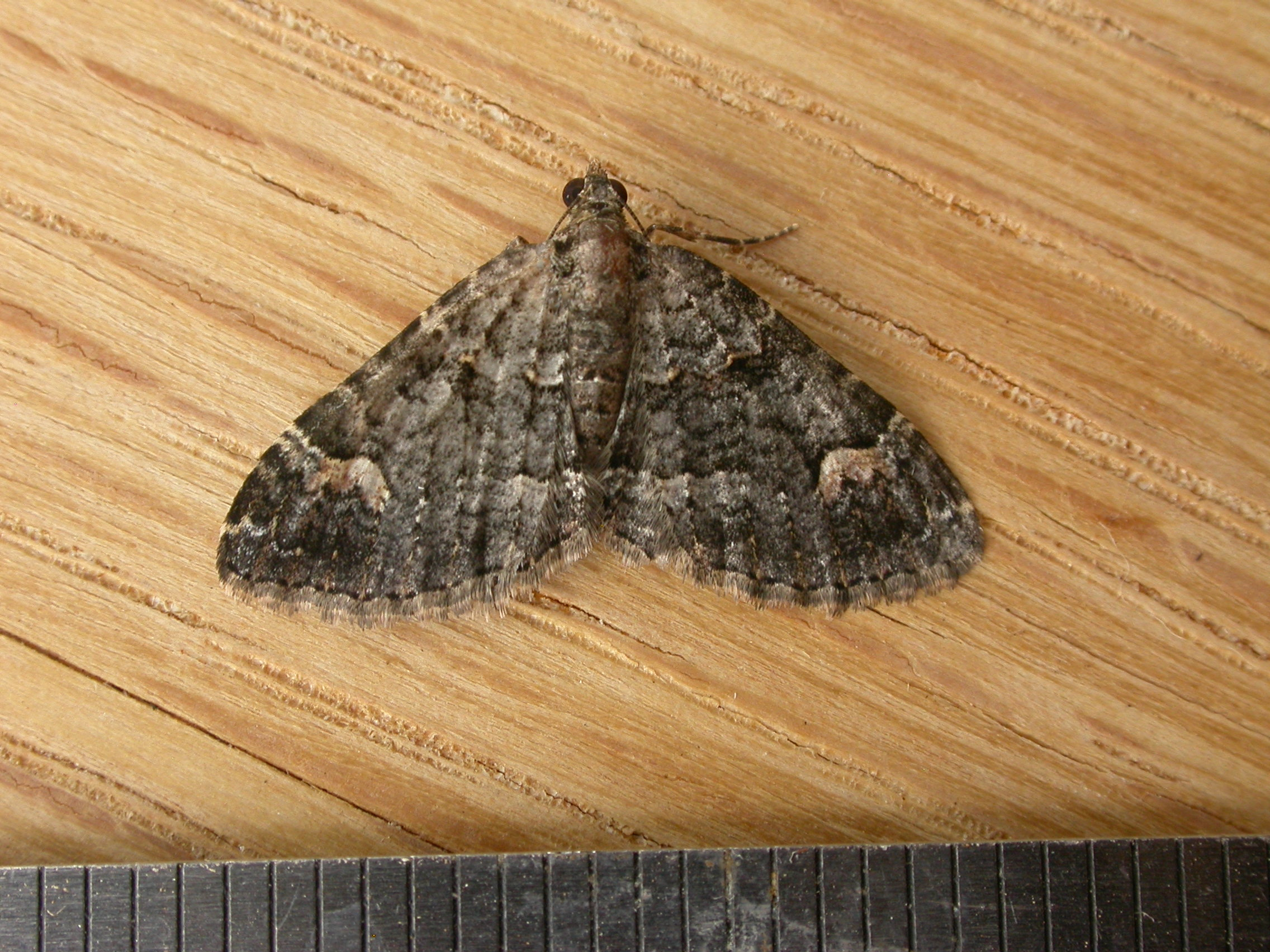